# Strzeżewo (powiat kamieński)
Strzeżewo, niem. Stresow – wieś w Polsce położona w województwie zachodniopomorskim, w powiecie kamieńskim, w gminie Kamień Pomorski.
W latach 1975–1998 miejscowość administracyjnie należała do województwa szczecińskiego.

## Historia
Pierwsze historyczne wzmianki o miejscowości pochodzą z 1308, 1312 i 1321 roku, kiedy należała do kapituły katedralnej w Kamieniu Pomorskim. W 1472 roku właścicielem części dóbr został burmistrz Kamienia Steffen Loyzin. W 1594 roku 16 łanów we wsi należało do kościoła we Wrzosowie.
W 1717 roku we wsi było 7 gospodarstw pełno rolnych i 2 półrolne. W 1780 roku w miejscowości było 13 dymów, 6 gospodarstw chłopskich, 2 gospodarstwa półrolne, sołtys,  zagrodnik i młynarz.
W 1870 roku we wsi było 135 mieszkańców oraz 14 gospodarstw chłopskich o łącznym areale 2581 mórg ziemi. W 1899 roku większą część wsi zniszczył pożar.
W 1935 roku we wsi było 8 gospodarstw rentierskich o łącznym areale 91 ha ziemi. W 1939 roku właścicielem majątku liczącego 161 ha gruntów oraz inwentarzu złożonego z 10 koni, 100 sztuk bydła i 100 sztuk trzody chlewnej był Walter Becker. W 1939 roku w miejscowości było 9 gospodarstw dziedzicznych o łącznym areale 403 ha ziemi.
Teren Strzeżewa w 1956 roku został wpisany do rejestru zabytków pod numerem 105.

## Dwór
We wsi znajduje się dwukondygnacyjny dwór o powierzchni 700 m² zbudowany najprawdopodobniej na początku XX wieku, kryty dachem mansardowym z lukarną. Jest to budynek postawiony na rzucie prostokąta, z parterowym ryzalitem w ścianie zachodniej, z gankiem podtrzymującym taras i trójkątnym szczytem w fasadzie północnej.
Po II wojnie światowej budynek był wykorzystywany przez miejscowy PGR. W latach 1952–1956 użytkownikiem obiektu była spółdzielnia produkcyjna. W latach 1956–1959 budynek był wykorzystywany przez Bytomskie Zakłady Włókiennicze jako ośrodek kolonijny. Od początku lat 60. do lat 90. XX wieku obiekt był wykorzystywany przez łódzkie Zakłady Przemysłu Bawełnianego jako ośrodek kolonijny.
Obecnie budynek należy do prywatnego właściciela.
W sąsiedztwie dworu znajduje się niewielki park z pojedynczymi drzewami oraz szpaler jesionowo-kasztanowy.
Obiekt jest dostępny z zewnątrz.
W 2008 roku dwór został wpisany do rejestru zabytków pod numerem A-356.